# Niżnieangarsk

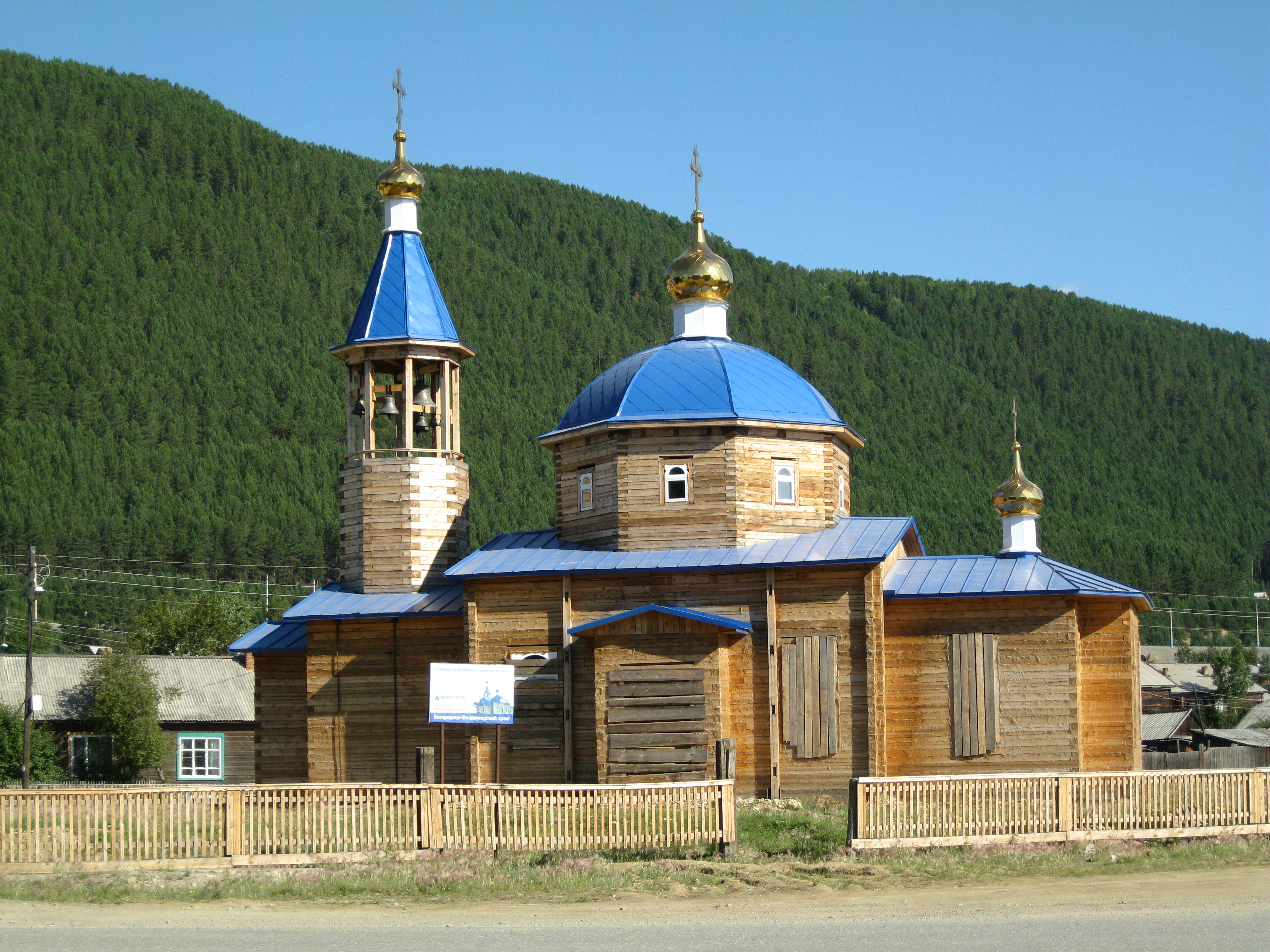
Cerkiew Włodzimierskiej Ikony Matki Bożej

Niżnieangarsk – osiedle typu miejskiego w Rosji, w Buriacji, 450 km na północny wschód od Ułan-Ude. W 2002 liczyło 5499 mieszkańców.